# Aston, High Peak
Aston är en by och civil parish i distriktet High Peak i Derbyshire i England, i Peak District nära Hope. År 2001 hade byn en folkmängd på 100 personer.